# Villa Frese
Die Villa Frese befindet sich in Bremen, Stadtteil Schwachhausen, Ortsteil Gete, Schwachhauser Heerstraße 59. Das Wohnhaus entstand 1897 nach Plänen von Eduard Gildemeister und Wilhelm Sunkel. Es steht seit 1993 unter Bremer Denkmalschutz.

## Geschichte
Die dreigeschossige, verklinkerte Villa mit Souterraingeschoss, Walmdach, Loggia und Erkern sowie klar gegliederter Fassade durch u. a. Eckquader wurde 1897 in der Epoche des Historismus im Stil der Neorenaissance für den Kaufmann, liberalen Reichstagsabgeordneten und Bremer Senator Hermann Frese gebaut. Das umgestaltete, niedrige Staffelgeschoss hebt sich durch das Glasband von den unteren beiden Geschossen und dem Dach deutlich ab. 
Von den Architekten Gildemeister und Sunkel stammen in Schwachhausen auch u. a. die Kirche St. Remberti, Villa Ahlers und Villa Lüdemann.
Heute (2018) wird das Haus durch Kanzleien, Praxen, Büros und eine Kindergruppe genutzt. 